# S/S Wäsman
Ångslupen Wäsman är ett svenskt ångdrivet passagerarfartyg, som sommartid trafikerar sjön Väsman och intilliggande sjöar med utgångspunkt i Ludvika.
Fartyget byggdes i Åtvidaberg 1992 som M/S Måsen, med en dieselmotor. Fartyget byggdes om av ett gäng ångbåtsentusiaster 2012–2013 och försågs med ångmaskin och ångpanna till sommaren 2013. Den encylindriga ångmaskinen tillverkades av Vinäs Maskin i Mora och den vedeldade ångpannan av B2 i Forsvik.